# Edward Bancroft
Edward Bancroft (1744 i Massachusetts - 1821), amerikansk læge, opdagelsesrejsende og dobbeltspion under Den Amerikanske Revolution.
Faderen døde, da Edward var bare to år gammel. Fem år senere giftede moderen sig igen og flyttede til Connecticut med sin nye mand, David Bull.
Da han var 16 år gammel kom Edward Bancroft i lære som læge, men stak af, da han var kommet i gæld til sin læremester. I 1763 kom han til Britisk Guinea i Sydamerika, hvor han praktiserede som læge på en plantage og indsamlede materiale til en stort videnskabeligt værk om egnen.
Allerede i 1763 opdagede Bancroft den elektriske ål i Guineas varme floder. I 1769, da han bosatte sig i London, for at studere medicin, beskrev han dyret, som han kaldte "Torporific eel", i et videnskabeligt værk, hvori han også beskrev en række eksperimenter, der sandsynliggjorde, at der var tale om elektricitet. I værket opstiller han den hypotese, at de stød, "the proporific eel" afgiver, er af samme karakter som saltvandsrokkens (raja torpedo).
I dag huskes Bancroft især for at have tjent den amerikanske journalist, politiker og videnskabsmand, Benjamin Franklin og den amerikanske delegation i Frankrig under Den Amerikanske Uafhængighedskrig. Og for at have været dobbeltspion.
Hans skrifter om den sydamerikanske elektriske ål udgør et tidligt bidrag til forskningen i bioelektricitet, og inspireret af Bancrofts skrifter opfordrede Franklin John Walsh (f. 1726 - d. 1795) til at iværksætte sine skelsættende eksperimenter med elektriske rokker og elektriske ål i 1770erne. Walsh's eksperimenter førte til nye måder at opfatte nerve- og muskelsystemets fysiologi, også hos ikke-specialiserede fisk.